# Ray Klinginsmith
Ray Klinginsmith é um ativista social americano. É ex-presidente mundial do Rotary International.